# Dřínov u Kroměříže

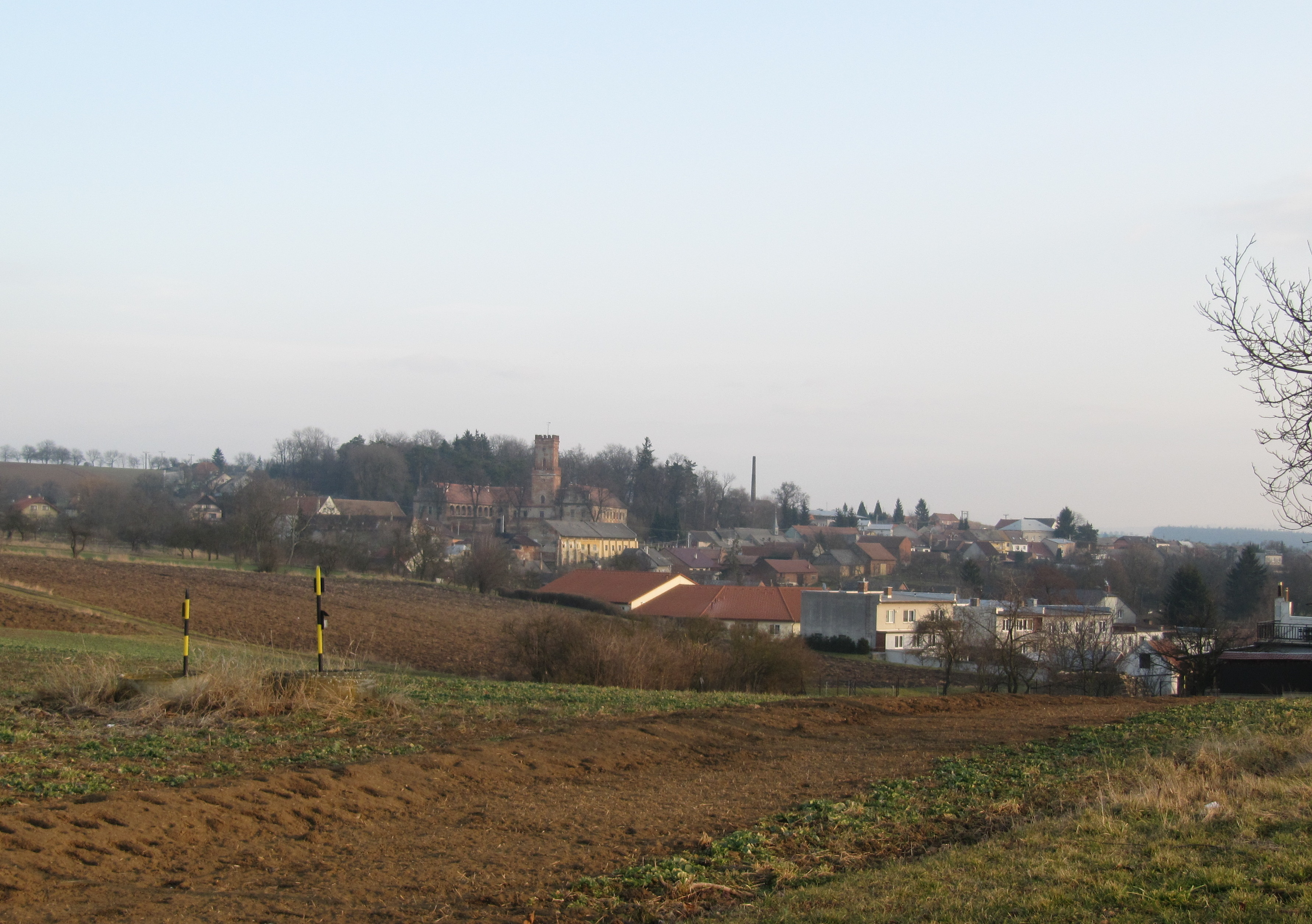
Dřínov (Panorama von 2014)

Dřínov (deutsch Drzinow, auch Dřínow) ist eine Gemeinde in Tschechien. Er befindet sich westlich von Kroměříž und gehört zum Okres Kroměříž.

## Geographie
Dřínov befindet sich in den nordöstlichen Ausläufern der Littentschitzer Hügellandes am Übergang zur Obermährischen Senke (Hornomoravský úval). Nachbarorte sind Unčice, Pavlovice u Kojetina und Srbce im Nordwesten und Norden, Vlčí Doly im Osten und Uhřice im Südosten.

## Geschichte
Die erste urkundliche Erwähnung des Ortes stammt von 1348 und weist Dřínov als Besitz von Jiří z Bojanovic aus. Der Ort wechselte (ab 1670 als Fideikommiss, meist mit dem nördlich gelegenen Wrchoslawitz) im Laufe der Geschichte häufig den Besitzer. Ab dem Jahre 1653 ist die Geschichte des Ortes fest mit der Familie Desfours bzw. Desfours-Walderode verknüpft.

### Besitzer  zwischen 1348 und 1945
- 1348–1353 Jiří (Jílja) von Bojanovic
- 1353–1371 Jakub von Dřínov
- 1371–1418 Zbyněk von Dřínov
- 1418–1446 Zbyněk von Dřínov
- 1446–1460 Jan Kalafus von Ostrov und Říčan
- 1460–1489 Prokop von Domamyslice
- 1490–1523 Václav Čech von Hrádek
- 1523–1535 Jaroš Čech von Hrádek
- 1535–1579 Mikuláš Čech von Hrádek
- 1579–1596 Petr Skrbenský von Hřiště
- 1596–1606 Přepyský von Rychenburk
- 1606–1610 Jiřík Třepický (Přepyský) von Rychnburk
- 1615–1621 Bedřich Skrbenský von Hřiště
- 1621–1623 Vom Fiskus konfisziert
- 1623–1653 Jan Wangler und Jakub Wangler
- 1653–1664 Johann von Walderode und Eckhausen
- 1664–1670 Nikolaus Ferdinand von Walderode und erneut sein Vater, Johann von Walderode und Eckhausen
- 1671–1734 Zdeňka Kateřina, bis Johann Georg von Walderode mündig war, dann dieser bis zu seinem Tod.
- 1734–1746 Johann Franz von Walderode
- 1746–1797 Franz Johann von Walderode
- 1798–1842 Johanna Marie Renard, geb. von Walderode und ihr Neffe Josef, Graf von Desfours-Walderode
- 1842–1869 Franz Graf Desfors-Walderode
- 1869–1917 Arthur Desfours-Walderode
- 1918–1945 Sukzessive staatliche Enteignung des Besitzes der Familie Desfours-Walderode

## Wappen
Beschreibung: In Silber zwei rote Krebsscheren über denen ein Zweig mit grünen Blättern und zwei roten Früchten schwebt.

## Ortsgliederung
Für Dřínov sind keine Ortsteile ausgewiesen.

## Sehenswürdigkeiten
- Schloss Dřínov